# Éric Remacle
Pour les articles homonymes, voir Remacle.
Éric Remacle, né en 1960 à Forest et mort le 22 mai 2013, est un universitaire et homme politique belge, professeur de sciences politiques à l'université libre de Bruxelles.

## Biographie
Éric Remacle est professeur de relations internationales et d'études européennes au département de sciences politiques de l'ULB et professeur invité à l’université de Pittsburgh et à l'institut européen de l'université de Genève
Le 5 février 2013, il devient président de la Coordination nationale d'action pour la paix et la démocratie (CNAPD).
Membre du parti Ecolo, il siège au conseil communal d'Ixelles de décembre 2012 à sa mort ; il était également conseiller de l'équipe « Recherche » du cabinet du ministre Jean-Marc Nollet au gouvernement de la fédération Wallonie-Bruxelles.

## Distinctions
En 2000, Éric Remacle a reçu, conjointement avec Paul Magnette, le prix Francqui (prix exceptionnel d'études européennes) décerné par la Fondation Francqui.
Il est docteur honoris causa de l’université d'État de Tomsk (fédération de Russie).

## Principales publications
- Jocelyn Mawdsley, Marta Martinelli & Éric Remacle (eds), Europe and the Global Arms Agenda: Security, Trade and Accountability, Nomos, Baden-Baden, 2004, 188 p.
- Gustaaf Geeraerts, Natalie Pauwels & Éric Remacle (eds), Dimensions of Peace and Security. A Reader, Peter Lang, Bern-Brussels, 2006, 288 p.
- Serge Jaumain & Éric Remacle (eds), Mémoire de guerre et construction de la paix. Mentalités et choix politiques. Belgique-Europe-Canada, Peter Lang, Bern-Brussels, 2006, 316 p.
- Jane Jenson, Bérengère Marques Pereira & Éric Remacle (eds), L'état des citoyennetés en Europe et dans les Amériques, Presses de l'Université de Montréal, Montréal, 2007.
- Takako Ueta & Éric Remacle (eds), Tokyo-Brussels Partnership. Security, Development, Knowledge-Based Society, Peter Lang, Bern-Brussels, 2007, 282 p.
- Éric Remacle, Valérie Rosoux & Leon Saur (eds), L'Afrique des Grands Lacs: des conflits à la paix, Peter Lang, Bern-Brussels, 2007, 280 p.
- Éric Remacle & Pascaline Winand (eds), America, Europe, Africa 1945-1973, Peter Lang, Bern-Brussels, 2009, 329 p.
- Paul Magnette & Éric Remacle (eds), Le nouveau modèle européen, Bruxelles, Éditions de l'Université libre de Bruxelles, 2000, 2 vol., 416 p. (prix Francqui pour la Recherche interdisciplinaire européenne)